# Тродос
Тродос (грч. Τρόοδος, тур. Trodos Dağları) је највећи планински масив на Кипру, смештен у централном делу острва. 

## Географија
Тродос се протеже паралелно са обалом у правцу запад-исток од рта Арнаути до залива Ларнака. Изграђен је од магматских стена и вулканског материјала. Највиши врх Олимп, надморске висине 1951 метар је истовремено и највиша тачка на Кипру. Осим њега постоји још неколико приближно високих врхова. Што се тиче падина, јужне падине се разликују од северних. Јужне имају блажи пад према обали, тј. постепено се спуштају, док су северне стрмије и нагло се спуштају у равницу. Ради позиције на сусрету две тектонске плоче Афричке и Евроазијске, Тродос има занимљиву геолошку структуру уз присуство офиолита.

## Историја
Подручје је познато од давнина по рудницима бакра, у време Византије, кад су цркве и самостални грађани се склањали у планински масив од разних опасности које је са собом носио живот у приобаљу, постао је значајан центар византијске уметности.

## Култура
На овом планинском венцу смештене су многе византијске цркве и манастири, од који су десет од 1985. године налази на Унесковој Листи Светске баштине под називом Осликане цркве на подручју Тродоса. У Манастиру Кикос је сахрањен први председник Републике Кипар Макариос III.

## Туризам
Због велике надморске висине, иако у медитеранском подручју, довољна количина снежних падавина чини да је Тродос значајан скијашки центар. Развијен је рурални туризам, а и многобројне цркве и манастири представљају значајан туристички потенцијал. На путевима у подручју планинског ланца, сваке године се одржава Рели Кипар који је део Светског првенства у релију.

## Галерија
- Јануар на Тродосу
- Зима на Тродосу
- Село Лазаниас
- Шума старих борова на Тродосу
- Шума кедра на Тродосу
- Побрђе у подножју Тродоса
- Река на Тродосу
- Водопад Миломерис, Платр
- Мост Милија, Platres
- Водопад Калидонија, Platres
- Сноубординг на Тродосу са британском војном радарском базом у позадини
- Дрвеће бадема на Тродосу